# Cratere Takanobu
Takanobu  è un cratere sulla superficie di Mercurio.